# 41e bataillon de chars de combat
Pour les articles homonymes, voir 41e bataillon.
Le 41e bataillon de chars de combat (41e BCC) est une unité de l'Armée française créée fin 1939 lors de la Seconde Guerre mondiale. Équipé de chars B1 bis, il combat pendant la bataille de France au sein de la 3e division cuirassée. 

## Historique
Le 41e bataillon de chars de combat est créé le 15 novembre 1939. Mis sur pied à Bourges le lendemain par le dépôt no 511 (ex-511e RCC), il s'installe à Aubigny-sur-Nère pour y percevoir son matériel (les 12 premiers chars B1 bis sont livrés le 23 novembre).
Du 4 mars au 6 avril 1940, le 41e BCC est placé sous le contrôle de la 1re division cuirassée (1re DCR) puis rejoint la 3e division cuirassée dont il forme la demi-brigade lourde avec le 49e BCC.

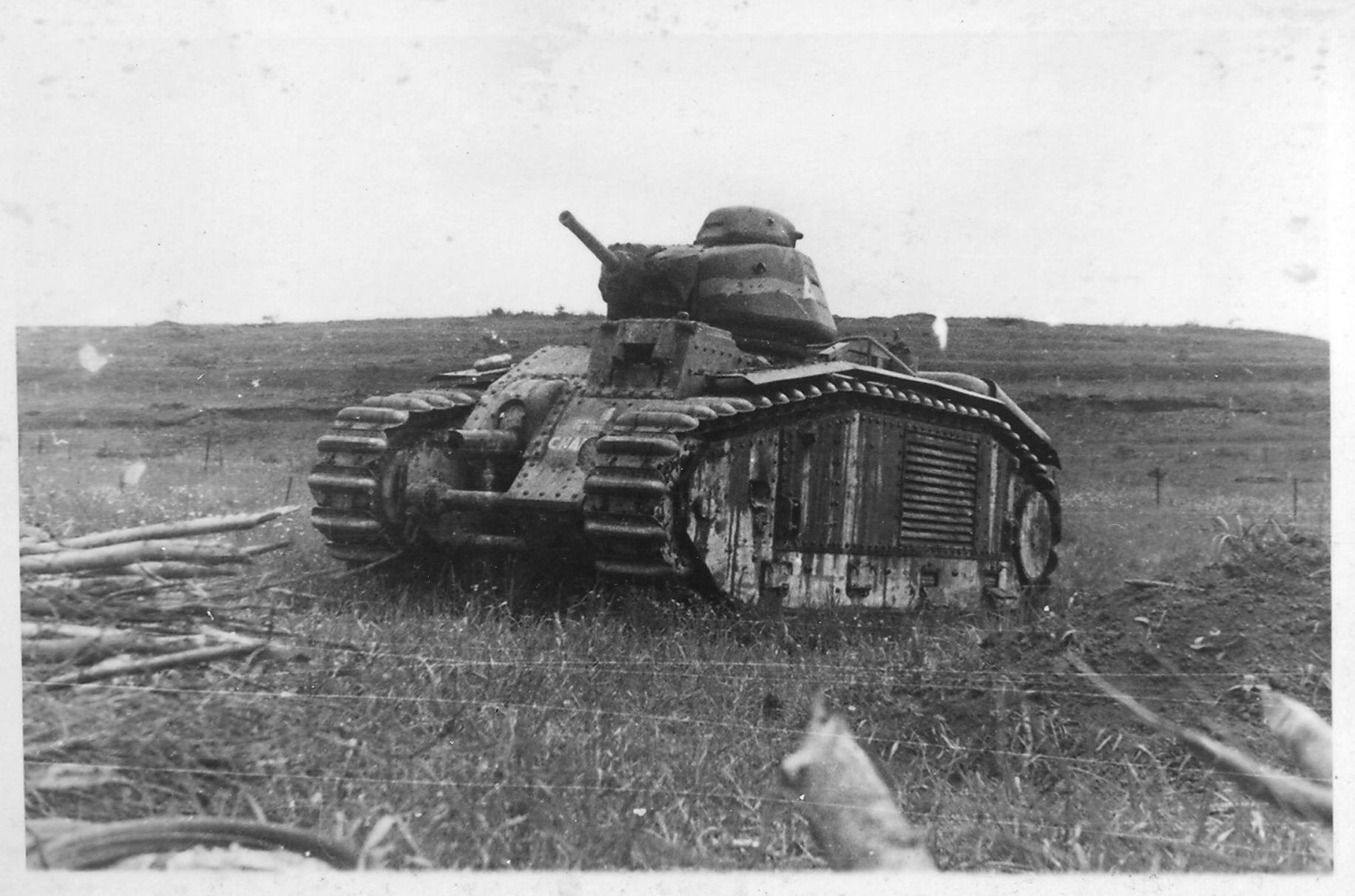
Le B1 bis 338 Charente de la 3e compagnie abandonné le 18 mai 1940 dans la commune d'Olizy-sur-Chiers après une contre-attaque ratée visant à dégager l'ouvrage de La Ferté.

Il combat dans la bataille de Stonne. En particulier, le capitaine Billotte revendique la destruction de 13 chars allemands de la 10e Panzerdivision le 16 mai au matin avec son seul char (il se peut que le nombre soit surestimé à cause de la présence d'épaves chars allemands détruits la veille). L'attaque menée avec le 51e régiment d'infanterie et le 45e BCC parvient à reprendre le village.
Retiré des combats de Stonne, le bataillon est engagé le 18 dans une contre-attaque pour dégager l'ouvrage de la Ferté avec la 6e division d'infanterie depuis Olizy-sur-Chiers. La contre-attaque échoue.
Le 7 juin, le 41e BCC reçoit les chars survivants du 49e BCC, redevenant un bataillon à pleine dotation. Le 10 juin, il participe à une contre-attaque sur Perthes et Juniville face à la 1re Panzerdivision avec le 16e BCP et le 45e BCC. Elle libère le flanc de la 14e division d'infanterie, au prix de sept chars détruits.

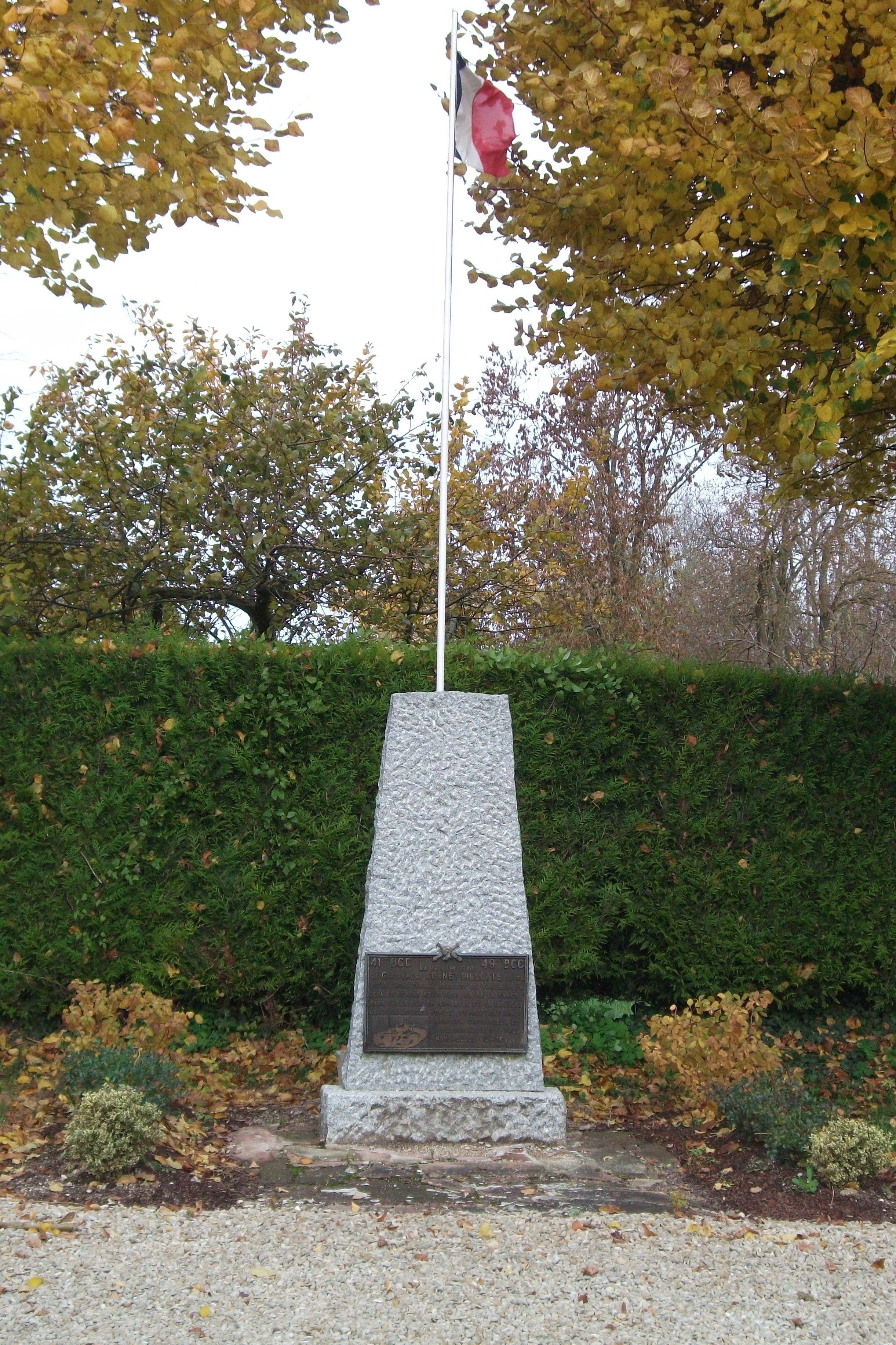
Monument aux morts du 41e BCC le 12 juin à Vadenay.

Le 11 juin, le bataillon est séparé en trois groupements, sous les ordres des capitaines Billotte, Gasc et Delepierre. Le premier, auquel s'adjoint le capitaine Cornet commandant le régiment, regroupe les chars en état de combattre, le second les chars devant être réparés et le troisième la compagnie d'échelon et l'état-major. Le groupement Billotte est détruit intégralement sur le terrain de Mourmelon le 12 juin, les chars du capitaine Léopold Gasc combattent sur la Marne du 12 au 14 juin. Les chars qui ne sont pas perdus au combat sont sabordés faute de pouvoir être réparés. Le dernier char, le Villers-Marmery, est engagé le 15 juin à Montsuzain dans une dernière contre-attaque avec deux tracteurs de ravitaillement Renault 36R et est détruit. La colonne Delepierre est capturée le 16 juin au soir, encerclée près de Saint-Germain-de-Modéon.

## Chefs de corps
- novembre 1939 - 28 mai 1940 : commandant Michel Malaguti[7]
- 28 mai - 12 juin 1940 : capitaine Cornet (tué au combat)[9]
- 12 - 16 juin 1940 : capitaine Delepierre (chef de l'état-major)[10]

## Ordre de bataille et nom des chars

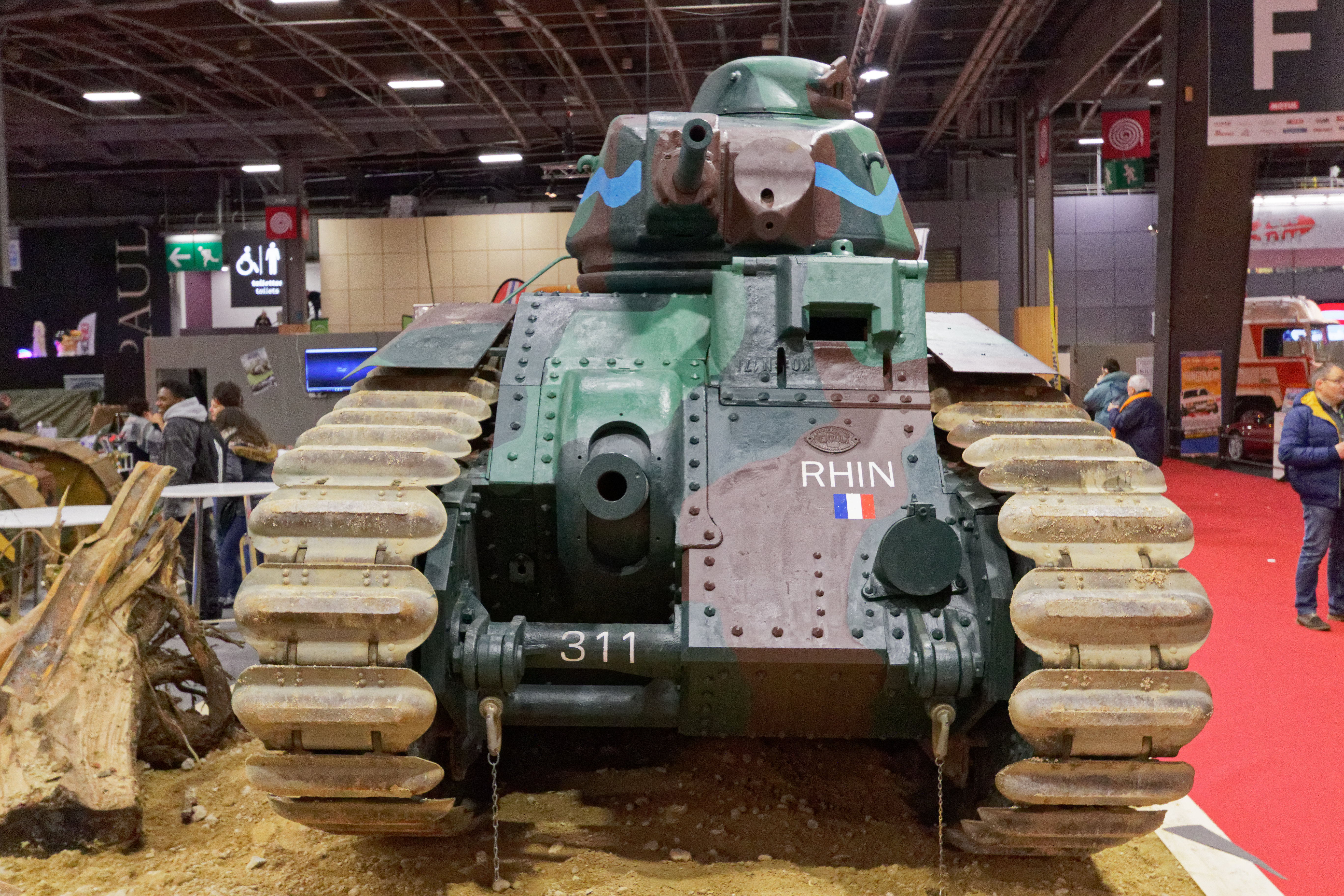
Le B1 bis 311 Rhin restauré, vu de face. Il a été légèrement modifié pendant son service dans l'Armée allemande.

Au 13 mai 1940, le bataillon compte 31 chars, trois chars ayant été fournis à la 1re DCR. Il est également en sous-effectif, avec 600 hommes pour un effectif théorique de 700. Les numéros de série et noms de baptême des B1 bis sont les suivants :
- Chef de bataillon (commandant Malagutti) : 366 Graves[C 1]
- Compagnie d'échelon : 333 Vienne[C 2], 342 Corton[C 3]
- 1re compagnie (capitaine Pierre Billotte)
  - Chef de compagnie : 337 Eure[C 4]
  - 1re section : 327 Lot[C 5], 377 Vauquois[C 6], 314 Sambre[C 7]
  - 2e section : 344 Volnay[C 8], 328 Tarn[C 9], 311 Rhin[C 10]
  - 3e section : 345 Beaune[C 11], 341 Vougeot[C 12]
- 2e compagnie (capitaine Léopold Gasc)
  - Chef de compagnie : 375 Châteauneuf-du-Pape[C 13]
  - 1re section : 339 Aisne[C 14], 369 Corbières[C 15], 336 Yonne[C 16]
  - 2e section : 322 Durance[C 17], 350 Fleurie[C 18]
  - 3e section : 320 Drôme[C 19], 370 Pinard[C 20], 374 Villers-Marmery[C 21]
- 3e compagnie (capitaine Delepierre)
  - Chef de compagnie : 340 Somme[C 22]
  - 1re section : 315 Meurthe[C 23], 346 Meursault[C 24], 316 Moselle[C 25]
  - 2e section : 365 Barsac[C 26], 372 Vertus[C 27], 373 Trépail[C 28]
  - 3e section : 351 Muscadet[C 29], 317 Doubs[C 30], 338 Charente[C 31]

Au 10 juin 1940, le bataillon compte 35 chars. L'organisation est la suivante :
- Chef de bataillon (capitaine Cornet) : 333 Vienne
- Sections de remplacement : 343 Pommard[C 32], 387 Beni-Snassen[C 33], 386 Aït-Souala[C 34], 397 Tavel[C 35], 378 Chambertin[C 36], 356 Ricquewihr[C 37]
- 1re compagnie (capitaine Billotte)
  - Chef de compagnie : 337 Eure
  - 1re section : 327 Lot, 377 Vauquois, 395 Banyuls[C 38]
  - 2e section : 345 Beaune, 362 Côtes-du-Rhône[C 39], 341 Vougeot
  - 3e section : 344 Volnay, 353 Bouzy[C 40], 379 Maury[C 41]
- 2e compagnie (capitaine Léopold Gasc)
  - Chef de compagnie : 375 Châteauneuf-du-Pape
  - 1re section : 322 Durance, 419 Bayard[C 42], 388 Arlay[C 43]
  - 2e section : 339 Aisne, 369 Corbières, 336 Yonne
  - 3e section : 320 Drôme, 413 St-Péray[C 44], 374 Villers-Marmery
- 3e compagnie (lieutenant Fajeau)
  - Chef de compagnie : 342 Corton
  - 1re section[9] : 315 Meurthe, 366 Graves, 317 Doubs
  - 361 Silvaner[C 45], 316 Moselle, 390 Frontignan[C 46], 365 Barsac

## Marquage des chars

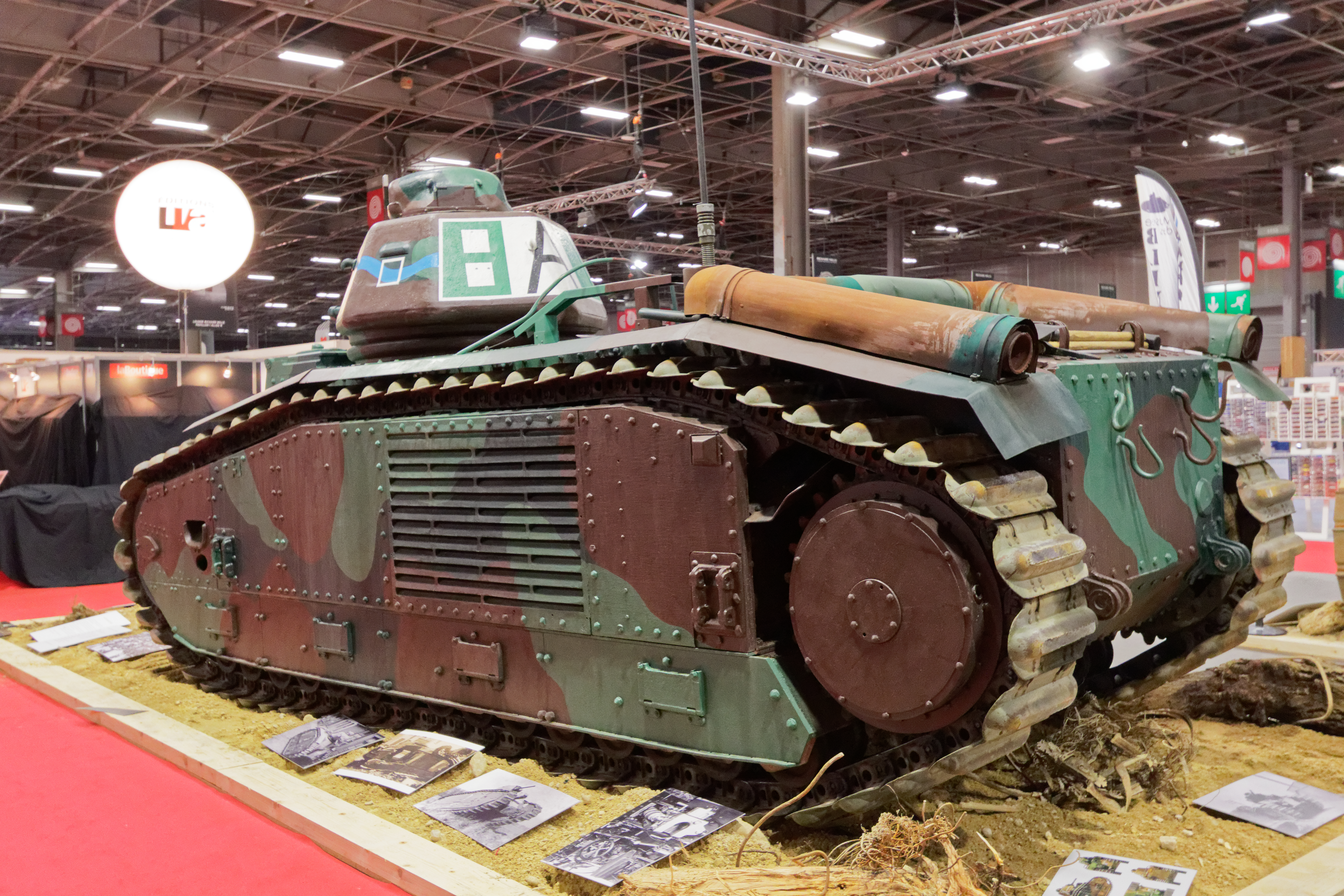
Vue arrière du B1 bis Rhin restauré. La lettre A entre les deux zones vertes et la bande latérale bleue aux oscillations serrées indiquent la 1re compagnie. Les deux carrés blanc dans la zone verte indiquent le 2e char de la 2e section.

Le bataillon possède un système de marquages sur la tourelle qui indique initialement la section et la compagnie de chaque char. Sur l'arrière de la tourelle est peinte une zone blanche entre deux zones plus sombres, probablement vertes à moins que les couleurs soient bleu-blanc-rouge. Sur la zone blanche une lettre capitale donne la compagnie : A à la 1re, I à la 2e et O à la 3e. Une bande ondulée bleue peinte sur le flanc de la tourelle indique également la compagnie : la 1re a une bande aux ondulations plus resserrées, la 2e a une bordure blanche et la 3e n'a pas de bordure. Dans les deux zones sombres latérales sont placés des disques à la 1re section, des carrés à la 2e et des triangles à la 3e. Le nombre de ces symboles (de un à trois) indique l'ordre du char dans sa section.
Les réorganisations entre chars du bataillon puis l'arrivée des chars du 49e BCC rendent obsolètes ces marquages, qui restent cependant en place.

## Insigne
L'insigne du bataillon présente, sur un demi-cercle portant l'inscription 41e BC, un casque pour troupes motorisées modèle 1935 surmonté d'une salamandre verte crachant des flammes rouges.
La version métallique de l'insigne, avec casque en bronze vieil argent, est fabriqué par la maison Chobillon et livré avant mai 1940. L'insigne est également représenté sur le fanion du bataillon, avec la devise « 41e fonce et enfonce ».

## Personnalités ayant servi au bataillon
- Pierre Billotte, futur général, compagnon de la Libération, député et ministre de la Ve République, est capitaine au 41e BCC.
- Michel Malaguti, futur général, commande le 41e BCC jusqu'au 28 mai 1940.
- Émile Cantarel, futur général chef d'état-major de l'Armée de terre, est capitaine au 41e BCC.
- Léopold Gasc, futur général de brigade, capitaine de la 2° compagnie du 41° BCC.

### Historique des B1 bis
1. ↑  « 366 GRAVES », sur Chars Français (consulté le 27 août 2021)
2. ↑  « 333 VIENNE », sur Chars Français (consulté le 27 août 2021)
3. ↑  « 342 CORTON », sur Chars Français (consulté le 27 août 2021)
4. ↑  « 337 EURE », sur Chars Français (consulté le 27 août 2021)
5. ↑  « 327 LOT », sur Chars Français (consulté le 27 août 2021)
6. ↑  « 377 VAUQUOIS », sur Chars Français (consulté le 27 août 2021)
7. ↑  « 314 SAMBRE », sur Chars Français (consulté le 27 août 2021)
8. ↑  « 344 VOLNAY », sur Chars Français (consulté le 27 août 2021)
9. ↑  « 328 TARN », sur Chars Français (consulté le 27 août 2021)
10. ↑  « 311 RHIN », sur Chars Français (consulté le 27 août 2021)
11. ↑  « 345 BEAUNE », sur Chars Français (consulté le 27 août 2021)
12. ↑  « 341 VOUGEOT », sur Chars Français (consulté le 27 août 2021)
13. ↑  « 375 CHATEAUNEUF DU PAPE », sur Chars Français (consulté le 27 août 2021)
14. ↑  « 339 AISNE », sur Chars Français (consulté le 27 août 2021)
15. ↑  « 369 CORBIERES », sur Chars Français (consulté le 27 août 2021)
16. ↑  « 336 YONNE », sur Chars Français (consulté le 27 août 2021)
17. ↑  « 322 DURANCE », sur Chars Français (consulté le 27 août 2021)
18. ↑  « 350 FLEURIE », sur Chars Français (consulté le 27 août 2021)
19. ↑  « 320 DROME », sur Chars Français (consulté le 27 août 2021)
20. ↑  « 370 PINARD », sur Chars Français (consulté le 27 août 2021)
21. ↑  « 374 VILLERS MARMERY », sur Chars Français (consulté le 27 août 2021)
22. ↑  « 340 SOMME », sur Chars Français (consulté le 27 août 2021)
23. ↑  « 315 MEURTHE », sur Chars Français (consulté le 27 août 2021)
24. ↑  « 346 MEURSEAULT », sur Chars Français (consulté le 27 août 2021)
25. ↑  « 316 MOSELLE », sur Chars Français (consulté le 27 août 2021)
26. ↑  « 365 BARSAC », sur Chars Français (consulté le 27 août 2021)
27. ↑  « 372 VERTUS », sur Chars Français (consulté le 27 août 2021)
28. ↑  « 373 TREPAIL », sur Chars Français (consulté le 27 août 2021)
29. ↑  « 351 MUSCADET », sur Chars Français (consulté le 27 août 2021)
30. ↑  « 317 DOUBS », sur Chars Français (consulté le 27 août 2021)
31. ↑  « 338 CHARENTE », sur Chars Français (consulté le 27 août 2021)
32. ↑  « 343 POMMARD », sur Chars Français (consulté le 27 août 2021)
33. ↑  « 387 BENI SNASSEN », sur Chars Français (consulté le 27 août 2021)
34. ↑  « 386 AIT-SOUALA », sur Chars Français (consulté le 27 août 2021)
35. ↑  Antoine MISNER, « 397 TAVEL », sur Chars Français (consulté le 27 août 2021)
36. ↑  « 378 CHAMBERTIN », sur Chars Français (consulté le 27 août 2021)
37. ↑  « 356 RICQUEWIHR », sur Chars Français (consulté le 27 août 2021)
38. ↑  « 395 BANYULS », sur Chars Français (consulté le 27 août 2021)
39. ↑  « 362 COTES DU RHONE », sur Chars Français (consulté le 27 août 2021)
40. ↑  « 353 BOUZY », sur Chars Français (consulté le 27 août 2021)
41. ↑  « 379 MAURY », sur Chars Français (consulté le 27 août 2021)
42. ↑  « 419 BAYARD », sur Chars Français (consulté le 27 août 2021)
43. ↑  « 388 ARLAY », sur Chars Français (consulté le 27 août 2021)
44. ↑  « 413 St PERAY », sur Chars Français (consulté le 27 août 2021)
45. ↑  « 361 SILVANER », sur Chars Français (consulté le 27 août 2021)
46. ↑  « 390 FRONTIGNAN », sur Chars Français (consulté le 27 août 2021)